# Prilike

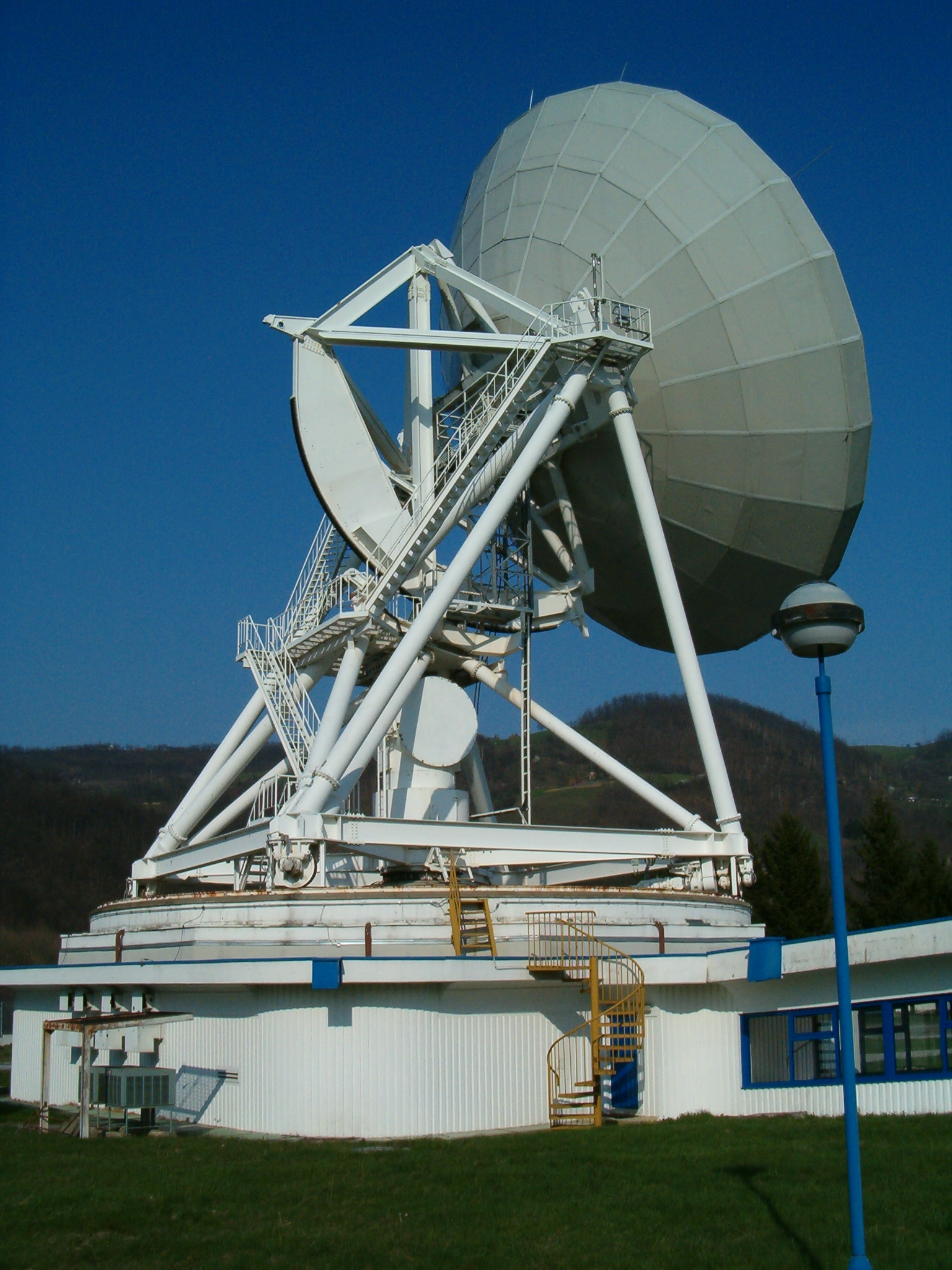
L'observatoire d'Ivanjica, près de Prilike

Prilike (en serbe cyrillique : Прилике) est une localité de Serbie située dans la municipalité d’Ivanjica, district de Moravica. Au recensement de 2011, elle comptait 1 321 habitants.
Prilike, officiellement classé parmi les villages de Serbie, est situé sur les bords de la Moravica. L'église Saint-Michel est un édifice ancien constitué d'une nef avec une abside semi-circulaire et un naos. Elle surmontée d'un dôme reposant sur neuf tambours et sur un piédestal apparent à quatre côtés ; elle abrite une icône représentant une Vierge à l'enfant, peinte en 1814.

## Démographie

### Évolution historique de la population
| 1948  | 1953  | 1961  | 1971  | 1981  | 1991  | 2002  | 2011  |
| ----- | ----- | ----- | ----- | ----- | ----- | ----- | ----- |
| 1 343 | 1 383 | 1 328 | 1 359 | 1 351 | 1 329 | 1 395 | 1 321 |

|  |